# Ladies Linz
Ladies Linz er en professionel tennisturnering for kvinder, der blev spillet for første gang i 1987, og som siden 1991 har tilhørt WTA Tour, hvor den pr. 2024 tilhører turneringskategorien WTA 500 og er siden 2018 blevet afviklet under navnet Upper Austria Ladie Linz som følge af et sponsorat fra upperaustria.at. Inden da blev den i mange år markedsført som Generali Ladies Linz.
Den første udgave af turneringen blev afholdt i Wels, ca. 30 km sydvest for Linz, som en $10.000-turnering på ITF Women's World Tennis Tour. I 1991 flyttede turneringen til Linz og blev samtidig optaget på WTA Tour i kategorien WTA Tier V. I 1993 blev den opgraderet til en Tier III-turnering, og fra 1998 til 2009 havde Ladies Linz Tier II-status. I forbindelse med WTA Tours restrukturering af turneringskategorier i 2009 blev turneringen placeret i kategorien WTA International, som ved den næste omlægning af kategorierne i 2021 skiftede navn til WTA 250. I 2023 blev tourens kalender revideret, og i den forbindelse blev turneringsterminen flyttet fra oktober, hvor den indtil da var blevet spillet, til februar. Og i 2024 blev den atter opgraderet til en WTA 500-turnering.
Fem spillere deler rekorden for flest turneringssejre i singlerækken med 2 titler: Manuela Maleeva-Fragnière (1991, 1993), Sabine Appelmans (1994, 1996), Jana Novotná (1995, 1998), Lindsay Davenport (2000, 2001) og Ana Ivanovic (2008, 2010), men Lindsay Davenport er den eneste spiller, der har formået at vinde titlen to år i træk.
I doublerækken har to spillere vundet titlen tre gange. Nathalie Tauziat sejrede i 1995 med Meredith McGrath som makker samt i 1997 og 1998 sammen med Alexandra Fusai. Johanna Larsson vandt doubleturneringen tre år i træk: i 2016 og 2017 med Kiki Bertens som makker, og i 2018 med Kirsten Flipkens ved sin side.

## Damesingle

### Finaler
| År    | Vinder (titel nr.)            | Finalist                   | Finaleresultat      | Kategori          |
| ----- | ----------------------------- | -------------------------- | ------------------- | ----------------- |
| 1987  | Barbara Paulus                | Denisa Krajčovičová        | 6–2, 6–2            | ITF               |
| 1988  | Eva Švíglerová                | Marion Maruska             | 6–3, 6–1            | ITF               |
| 19901 | Marion Maruska                | Karin Kschwendt            | 3–6, 6–1, 6–4       | ITF               |
| 19902 | Monika Kratochvílová          | Katharina Büche            | 7–5, 6–3            | ITF               |
| 1991  | Manuela Maleeva-Fragnière     | Petra Langrová             | 6–4, 7–6(1)         | WTA Tier V        |
| 1992  | Natalija Medvedeva            | Pascale Paradis            | 6–4, 6–2            | WTA Tier V        |
| 1993  | Manuela Maleeva-Fragnière (2) | Conchita Martínez          | 6–2, 1–0 opg.       | WTA Tier III      |
| 1994  | Sabine Appelmans              | Meike Babel                | 6–1, 4–6, 7–6(3)    | WTA Tier III      |
| 1995  | Jana Novotná                  | Barbara Rittner            | 6–7(6), 6–3, 6–4    | WTA Tier III      |
| 1996  | Sabine Appelmans (2)          | Julie Halard               | 6–2, 6–4            | WTA Tier III      |
| 1997  | Chanda Rubin                  | Karina Habšudová           | 6–4, 6–2            | WTA Tier III      |
| 1998  | Jana Novotná (2)              | Dominique Monami van Roost | 6–1, 7–6(2)         | WTA Tier II       |
| 1999  | Mary Pierce                   | Sandrine Testud            | 7–6(2), 6–1         | WTA Tier II       |
| 2000  | Lindsay Davenport             | Venus Williams             | 6–4, 3–6, 6–2       | WTA Tier II       |
| 2001  | Lindsay Davenport (2)         | Jelena Dokić               | 6–4, 6–1            | WTA Tier II       |
| 2002  | Justine Henin                 | Alexandra Stevenson        | 6–3, 6–0            | WTA Tier II       |
| 2003  | Ai Sugiyama                   | Nadia Petrova              | 7–5, 6–4            | WTA Tier II       |
| 2004  | Amélie Mauresmo               | Jelena Bovina              | 6–2, 6–0            | WTA Tier II       |
| 2005  | Nadia Petrova                 | Patty Schnyder             | 4–6, 6–3, 6–1       | WTA Tier II       |
| 2006  | Marija Sjarapova              | Nadia Petrova              | 7–5, 6–2            | WTA Tier II       |
| 2007  | Daniela Hantuchová            | Patty Schnyder             | 6–4, 6–2            | WTA Tier II       |
| 2008  | Ana Ivanovic                  | Vera Zvonarjova            | 6–2, 6–1            | WTA Tier II       |
| 2009  | Yanina Wickmayer              | Petra Kvitová              | 6–3, 6–4            | WTA International |
| 2010  | Ana Ivanovic (2)              | Patty Schnyder             | 6–1, 6–2            | WTA International |
| 2011  | Petra Kvitová                 | Dominika Cibulková         | 6–4, 6–1            | WTA International |
| 2012  | Viktorija Azarenka            | Julia Görges               | 6–3, 6–4            | WTA International |
| 2013  | Angelique Kerber              | Ana Ivanovic               | 6–4, 7–6(6)         | WTA International |
| 2014  | Karolína Plíšková             | Camila Giorgi              | 6–7(4), 6–3, 7–6(4) | WTA International |
| 2015  | Anastasija Pavljutjenkova     | Anna-Lena Friedsam         | 6–4, 6–3            | WTA International |
| 2016  | Dominika Cibulková            | Viktorija Golubic          | 6–3, 7–5            | WTA International |
| 2017  | Barbora Strýcová              | Magdaléna Rybáriková       | 6–4, 6–1            | WTA International |
| 2018  | Camila Giorgi                 | Jekaterina Aleksandrova    | 6–3, 6–1            | WTA International |
| 2019  | Coco Gauff                    | Jeļena Ostapenko           | 6–3, 1–6, 6–2       | WTA International |
| 2020  | Aryna Sabalenka               | Elise Mertens              | 7–5, 6–2            | WTA International |
| 2021  | Alison Riske                  | Jaqueline Cristian         | 2–6, 6–2, 7–5       | WTA 250           |
| 2022  | Ingen turnering               | Ingen turnering            | Ingen turnering     | WTA 250           |
| 2023  | Anastasija Potapova           | Petra Martić               | 6–3, 6–1            | WTA 250           |
| 2024  | Jeļena Ostapenko              | Jekaterina Aleksandrova    | 6–2, 6–3            | WTA 500           |

## Damedouble

### Finaler
| År    | Vindere (titel nr.)                        | Finalister                               | Finaleresultat    | Kategori          |
| ----- | ------------------------------------------ | ---------------------------------------- | ----------------- | ----------------- |
| 1987  | Petra Hentschl Eva-Maria Schürhoff         | Barbara Paulus Petra Ritter              | 6–4, 6–4          | ITF               |
| 1988  | Marion Maruska Petra Ritter                | Cristina Casini Katarzyna Nowak          | 6–3, 6–4          | ITF               |
| 19901 | Alexia Dechaume Pascale Paradis            | Hana Fukárková Denisa Krajčovičová       | 6–3, 6–2          | ITF               |
| 19902 | Regina Chladková Monika Kratochvílová      | Birgit Arming Doris Bauer                | 6–4, 6–4          | ITF               |
| 1991  | Manuela Maleeva-Fragnière Raffaella Reggi  | Petra Langrová Radka Zrubáková           | 6–4, 1–6, 6–3     | WTA Tier V        |
| 1992  | Monique Kiene Miriam Oremans               | Claudia Porwik Raffaella Reggi-Concato   | 6–4, 6–2          | WTA Tier V        |
| 1993  | Jevgenija Manjukova Leila Meskhi           | Conchita Martínez Judith Polzl Wiesner   | Walkover          | WTA Tier III      |
| 1994  | Jevgenia Manjukova (2) Leila Meskhi (2)    | Åsa Carlsson Caroline Schneider          | 6–2, 6–2          | WTA Tier III      |
| 1995  | Meredith McGrath Nathalie Tauziat          | Iva Majoli Petra Schwarz                 | 6–1, 6–2          | WTA Tier III      |
| 1996  | Manon Bollegraf Meredith McGrath (2)       | Rennae Stubbs Helena Suková              | 6–4, 6–4          | WTA Tier III      |
| 1997  | Alexandra Fusai Nathalie Tauziat (2)       | Eva Melicharová Helena Vildová           | 4–6, 6–3, 6–1     | WTA Tier III      |
| 1998  | Alexandra Fusai (2) Nathalie Tauziat (3)   | Anna Kurnikova Larisa Savchenko-Neiland  | 6–3, 3–6, 6–4     | WTA Tier II       |
| 1999  | Irina Spîrlea Caroline Vis                 | Tina Križan Larisa Savchenko-Neiland     | 6–4, 6–3          | WTA Tier II       |
| 2000  | Amélie Mauresmo Chanda Rubin               | Ai Sugiyama Nathalie Tauziat             | 6–4, 6–4          | WTA Tier II       |
| 2001  | Jelena Dokić Nadia Petrova                 | Els Callens Chanda Rubin                 | 6–1, 6–4          | WTA Tier II       |
| 2002  | Jelena Dokić (2) Nadia Petrova (2)         | Rika Fujiwara Ai Sugiyama                | 6–3, 6–2          | WTA Tier II       |
| 2003  | Liezel Huber Ai Sugiyama                   | Marion Bartoli Silvia Farina Elia        | 6–1, 7–6(6)       | WTA Tier II       |
| 2004  | Janette Husárová Jelena Likhovtseva        | Nathalie Dechy Patty Schnyder            | 6–2, 7–5          | WTA Tier II       |
| 2005  | Gisela Dulko Květa Hrdličková Peschke      | Conchita Martínez Virginia Ruano Pascual | 6–2, 6–3          | WTA Tier II       |
| 2006  | Lisa Raymond Samantha Stosur               | Corina Morariu Katarina Srebotnik        | 6–3, 6–0          | WTA Tier II       |
| 2007  | Cara Black Liezel Huber (2)                | Katarina Srebotnik Ai Sugiyama           | 6–2, 3–6, [10–8]  | WTA Tier II       |
| 2008  | Katarina Srebotnik Ai Sugiyama (2)         | Cara Black Liezel Huber                  | 6–4, 7–5          | WTA Tier II       |
| 2009  | Anna-Lena Grönefeld Katarina Srebotnik (2) | Klaudia Jans Alicja Rosolska             | 6–1, 6–4          | WTA International |
| 2010  | Renata Voráčová Barbora Záhlavová-Strýcová | Květa Peschke Katarina Srebotnik         | 7–5, 7–6(6)       | WTA International |
| 2011  | Marina Erakovic Elena Vesnina              | Julia Görges Anna-Lena Grönefeld         | 7–5, 6–1          | WTA International |
| 2012  | Anna-Lena Grönefeld (2) Květa Peschke (2)  | Julia Görges Barbora Záhlavová-Strýcová  | 6–3, 6–4          | WTA International |
| 2013  | Karolína Plíšková Kristýna Plíšková        | Gabriela Dabrowski Alicja Rosolska       | 7–6(6), 6–4       | WTA International |
| 2014  | Raluca Olaru Anna Tatishvili               | Annika Beck Caroline Garcia              | 6–2, 6–1          | WTA International |
| 2015  | Raquel Kops-Jones Abigail Spears           | Andrea Hlaváčková Lucie Hradecká         | 6–3, 7–5          | WTA International |
| 2016  | Kiki Bertens Johanna Larsson               | Anna-Lena Grönefeld Květa Peschke        | 4–6, 6–2, [10–7]  | WTA International |
| 2017  | Kiki Bertens (2) Johanna Larsson (2)       | Natela Dzalamidze Xenia Knoll            | 3–6, 6–3, [10–4]  | WTA International |
| 2018  | Kirsten Flipkens Johanna Larsson (3)       | Raquel Atawo Anna-Lena Grönefeld         | 4–6, 6–4, [10–5]  | WTA International |
| 2019  | Barbora Krejčíková Kateřina Siniaková      | Barbara Haas Xenia Knoll                 | 6–4, 6–3          | WTA International |
| 2020  | Arantxa Rus Tamara Zidanšek                | Lucie Hradecká Kateřina Siniaková        | 6–3, 6–4          | WTA International |
| 2021  | Natela Dzalamidze Kamilla Rakhimova        | Wang Xinyu Zheng Saisai                  | 6–4, 6–2          | WTA 250           |
| 2022  | Ingen turnering                            | Ingen turnering                          | Ingen turnering   | WTA 250           |
| 2023  | Natela Dzalamidze (2) Viktória Kužmová     | Anna-Lena Friedsam Nadija Kitjenok       | 4–6, 7–5, [12–10] | WTA 250           |
| 2024  | Sara Errani Jasmine Paolini                | Nicole Melichar-Martinez Ellen Perez     | 7–5, 4–6, [10–7]  | WTA 500           |